# 摘出
| ウィキペディアには「摘出」という見出しの百科事典記事はありません（タイトルに「摘出」を含むページの一覧/「摘出」で始まるページの一覧）。 代わりにウィクショナリーのページ「摘出」が役に立つかもしれません。 |